# 飛騨牛

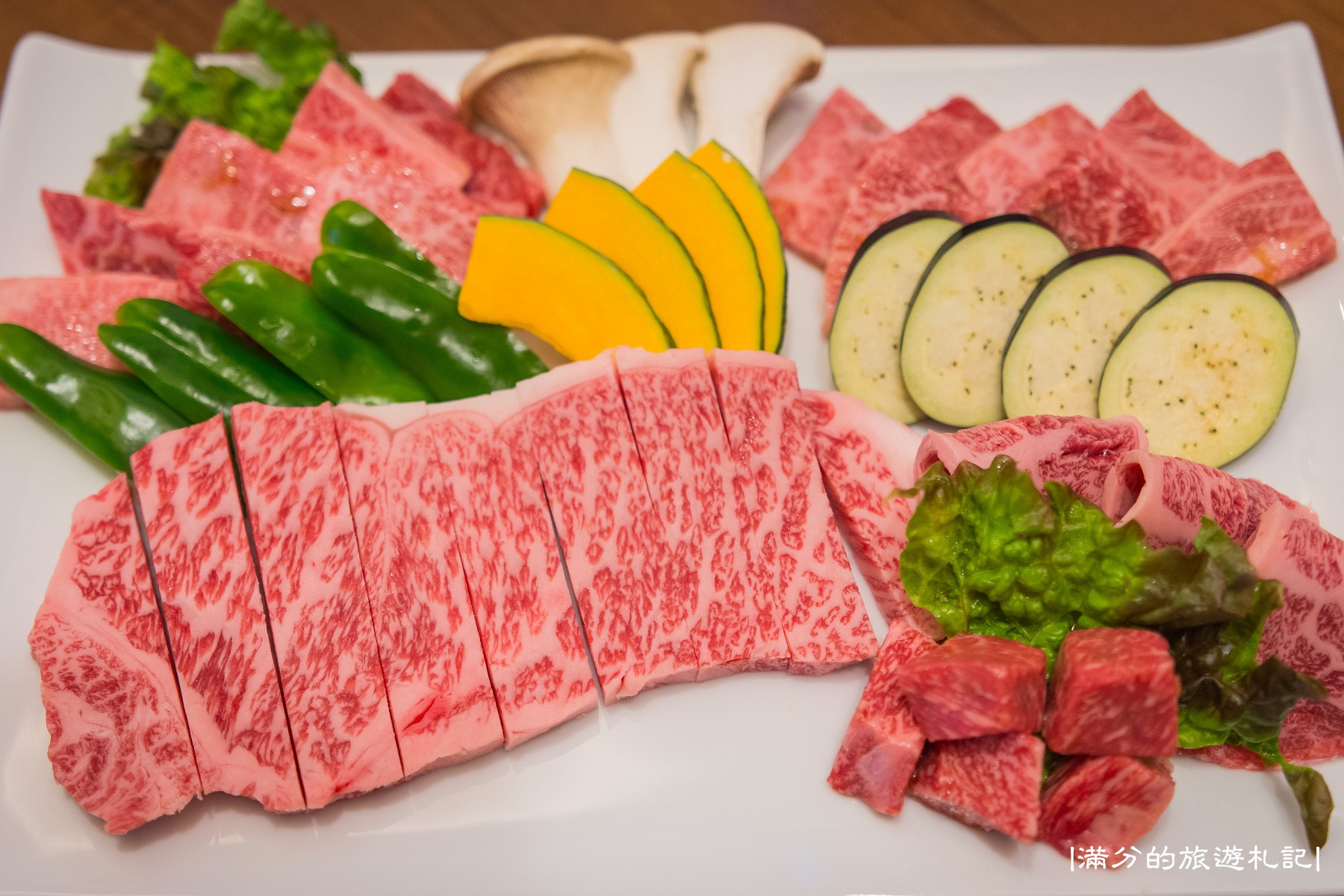
飛騨牛の焼肉盛り合わせ

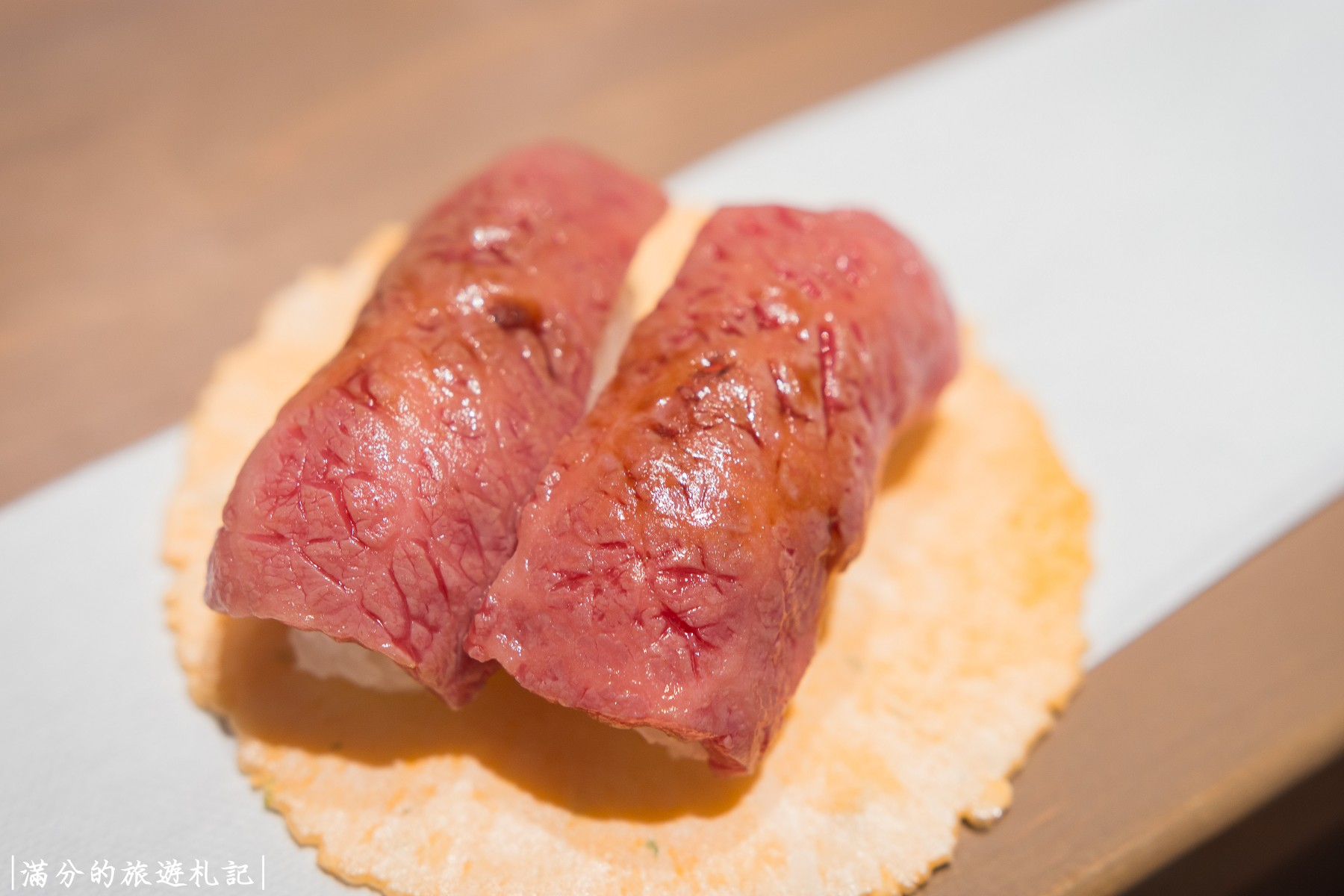
飛騨牛の握り寿司

飛騨牛（ひだぎゅう、ひだうし）は、岐阜県で肥育される黒毛和牛の牛肉である。飛騨牛は食肉になった後は、「ひだぎゅう」と呼び、食肉になる前の牛、牛を産むための母牛（繁殖牛）および父牛（種雄牛）は「ひだうし」と呼ぶ。

## 定義
- （品種）黒毛和種
- （地理的表示）岐阜県内で14ヶ月以上肥育
- （格付け）日本食肉格付協会の枝肉格付で肉質等級が3以上、歩留等級がAまたはB

以上の全てを満たす牛肉が飛騨牛（ひだぎゅう）と呼ばれる。等級が基準外の物は飛騨和牛（ひだわぎゅう）とされる。
2005年（平成17年）度における飛騨牛の年間出荷数は10,259頭であった。これらを肉質等級でわけると、5等級が3,362頭（年間出荷頭数全体の32.8%）、4等級が4,436頭（同43.2%）、3等級が2,461頭（同24.0%）だった。
| 肉 質 等 級 | 5 | ひだぎゅう 飛騨牛 | ひだぎゅう 飛騨牛 | 飛騨和牛 | 飛騨和牛 | 飛騨和牛 |
| 肉 質 等 級 | 4 | ひだぎゅう 飛騨牛 | ひだぎゅう 飛騨牛 | 飛騨和牛 | 飛騨和牛 | 飛騨和牛 |
| 肉 質 等 級 | 3 | ひだぎゅう 飛騨牛 | ひだぎゅう 飛騨牛 | 飛騨和牛 | 飛騨和牛 | 飛騨和牛 |
| 肉 質 等 級 | 2 | 飛騨和牛          | 飛騨和牛          | 飛騨和牛 |          |          |
| 肉 質 等 級 | 1 | 飛騨和牛          | 飛騨和牛          | 飛騨和牛 |          |          |

定義から、飛騨地方以外でも岐阜県内産なら飛騨牛の名が与えられるが、生産者の約半数が飛騨地方であるため、飛騨牛の多くは飛騨地方産である。

## 生産
飛騨牛の飼育農家は繁殖牛農家と肥育牛農家に分かれ、2000年（平成12年）頃の統計によれば、飛騨地方において繁殖牛が約420戸で約4,000頭（1戸あたり10頭前後が標準）、肥育牛が約120戸で約6,000頭飼育されている。繁殖牛農家は企業的経営のところが多く、野菜生産などと組み合わせながら、5 - 6月から10月にかけて山地の牧場で飼育し、冬季は麓で舎飼いする（「夏山冬里」という）。山地の牧場は2002年（平成14年）時点で27か所あり、岐阜県農畜産公社、地元市町村、農業協同組合、和牛改良組合などが所有し、小規模な牧場は伝統的に利用されてきた入会地を使い、大規模な牧場は冬季にスキー場となるものもある。
飛騨地方産の肥育牛は年間6,000 - 6,500頭販売され、うち8割が高山市の食肉市場で枝肉として、2割が高山市の市場で生体のまま取引される。食肉の流通は4分の3が岐阜県内で、残りは関西や北陸地方へ出荷される。

## 歴史
飛騨地方には各農家が2 - 4頭のウシを所有し、5月下旬から10月上旬は共同牧場で、他の時期は各戸で舎飼いする伝統があった。元来は肉牛でなかったが、1960年代以降、肉用としてのウシの飼育が盛んになり、2000年（平成12年）には飛騨地方の農業生産額に占める肉用牛の割合が3割を超える重要な生産品となった。

### 年表
- 1977年（昭和52年）岐阜県内産の和牛を、系統的に固定する必要から“岐阜牛”と呼称して銘柄化を図り、市場性の確保に努めることになる[4]。
- 1981年（昭和56年）6月16日、「安福号」を導入。
- 1984年（昭和59年）5月29日、大垣市の(株)吉田ハムが、地場産業の発展、村起こし・町起こしのため、「飛騨牛」の商標登録（1979年（昭和54年）8月6日出願）を取り、普及販売に乗り出す[4]。
- 1988年（昭和63年）1月23日、(株)吉田ハムの全面的な協力のもと、岐阜県行政、岐阜県経済連、(株)吉田ハムを中心に、全国に発信できる銘柄として“飛騨牛”が決定される。それに伴い、岐阜県農協会館において、大池裕岐阜県経済農業協同組合連合会長、伊藤薫岐阜県畜産会会長、松岡登岐阜県食肉事業協同組合連合会会長、及び林清岐阜県畜産公社社長が発起人となり「飛騨牛銘柄推進協議会」が設立される[4]。
- 1991年（平成3年）4月1日、牛肉輸入自由化
- 2001年（平成13年）、BSE問題や産地偽装事件が発生。
- 2002年（平成14年）度、肉質等級の基準を5等級限定から3等級以上にまで下げた。
- 2003年（平成15年）、牛肉トレーサビリティ法が施行。
- 2005年（平成17年）2月13日 長野県山口村が岐阜県中津川市などと越県合併。これにより、旧山口村の生産者の肥育牛の呼称が木曽牛から飛騨牛となった。
- 2008年（平成20年）6月、偽装事件発生。
- 2019年 (令和元年) 5月17日、ミシュランガイド愛知・岐阜・三重2019特別版に飛騨牛を扱う店舗が掲載。
- 2023年 (令和５年)1月31日、飛騨牛が、地理的表示（GI）保護制度に基づく保護対象に登録される[5]。

### 「安福号」
飛騨牛がここまでブランド化できたのは、一頭の雄牛「安福号」の功績が大きい。
安福号は1980年（昭和55年）4月1日に兵庫県美方郡村岡町（現香美町）で生まれた但馬牛である。1981年（昭和56年）6月16日に県有種雄牛として岐阜県が購入し、7月21日に、当時の上松陽助岐阜県知事により「安福号」と名付けられた。1993年（平成5年）9月28日に死亡する。
繁殖母牛として使われる雌牛を含めて39,000頭余りの子ができたが、そのうち飛騨牛になったのは2割5分から3割である。子孫のうち「飛騨白清」、「白清85の3」、「広景福」が飛騨牛の種雄牛として知られている。
現在も精子は凍結保存され使用されているが、安福号の遺伝子に頼りすぎたため、遺伝的な問題が発生するおそれがあった。このため遺伝子検査などの結果で判明した問題のある交配は行わないなどの指導により問題は解消されている。
2008年（平成20年）までに岐阜県畜産研究所飛騨牛研究部は、安福号のクローン牛を4頭誕生させた。

### 偽装事件
2003年（平成15年）に牛肉トレーサビリティ法が施行された。これにより、購入した牛肉の生産者は、岐阜県産牛の生産情報で確認できるようになった。格付けについても、精肉店には証明書が発行され、主に消費者に供給されるパック詰めは、3等級、4等級、5等級のシールによって確認する事が出来るようになった。しかし、個体識別番号による格付けの情報公開については、「個人情報」として業界が消極的だった。すると、この情報非公開に目をつけた業者による等級シールの不正貼り付けなどの偽装事件が起きた。
2008年（平成20年）6月、岐阜県養老町の食肉会社「丸明」が下位等級の飛騨牛を上位等級のシールで偽装したり、基準を満たさない牛肉を飛騨牛であると偽装する事件が発覚し、ブランドイメージが低下した。この会社創業者は丸明を一代で年商100億円の会社に育て上げ、飛騨牛のブランドを日本全国に知らしめた功労者として食肉業界でよく知られた人物だったが、内部告発によって飛騨牛の等級偽装のほか日付の改竄や杜撰な衛生管理、豚肉の産地偽装などが次々と露見し、社長を辞任した。翌2009年（平成21年）3月、岐阜地裁で懲役1年6か月、執行猶予4年の有罪判決を受けた。この事件の発覚後、岐阜県では肉質等級を個体識別番号から検索できるウェブサイトが開設された。
2016年（平成28年）2月には岐阜県産ではない牛肉に「飛騨牛」のシールを貼り1.8tの食肉を販売したとして土岐市の精肉店に岐阜県から措置命令、東海農政局からトレーサビリティ法に基づく是正勧告が成された。